# Leniszki (wieś)
Leniszki – wieś w Polsce, położona w województwie łódzkim, w powiecie wieluńskim, w gminie Czarnożyły.
W latach 1975–1998 wieś administracyjnie należała do województwa sieradzkiego.

## Miejscowości o nazwie Leniszki w gminie Czarnożyły
W gminie Czarnożyły istnieją trzy miejscowości podstawowe o nazwie Leniszki, w tym 1 wieś i 2 osady leśne. Niniejszy artykuł dotyczy wsi Leniszki, która posiada identyfikator SIMC 0701582. Pierwsza osada leśna Leniszki posiada identyfikator SIMC 0701599. Druga osada leśna Leniszki posiada identyfikator SIMC 0701607.